# Afrithelphusa monodosa
Afrithelphusa monodosa is een krabbensoort uit de familie van de Potamonautidae. De wetenschappelijke naam van de soort is voor het eerst geldig gepubliceerd in 1959 door Bott.
De soort behoort tot het geslacht Afrithelphusa van zoetwaterkrabben en is endemisch in het West-Afrikaanse Guinee. Ze is enkel bekend van twee vindplaatsen in Guinee. Ze leeft in moerassen en permanent drasland in het savannegebied van noordwestelijk Guinee.